# Brancos

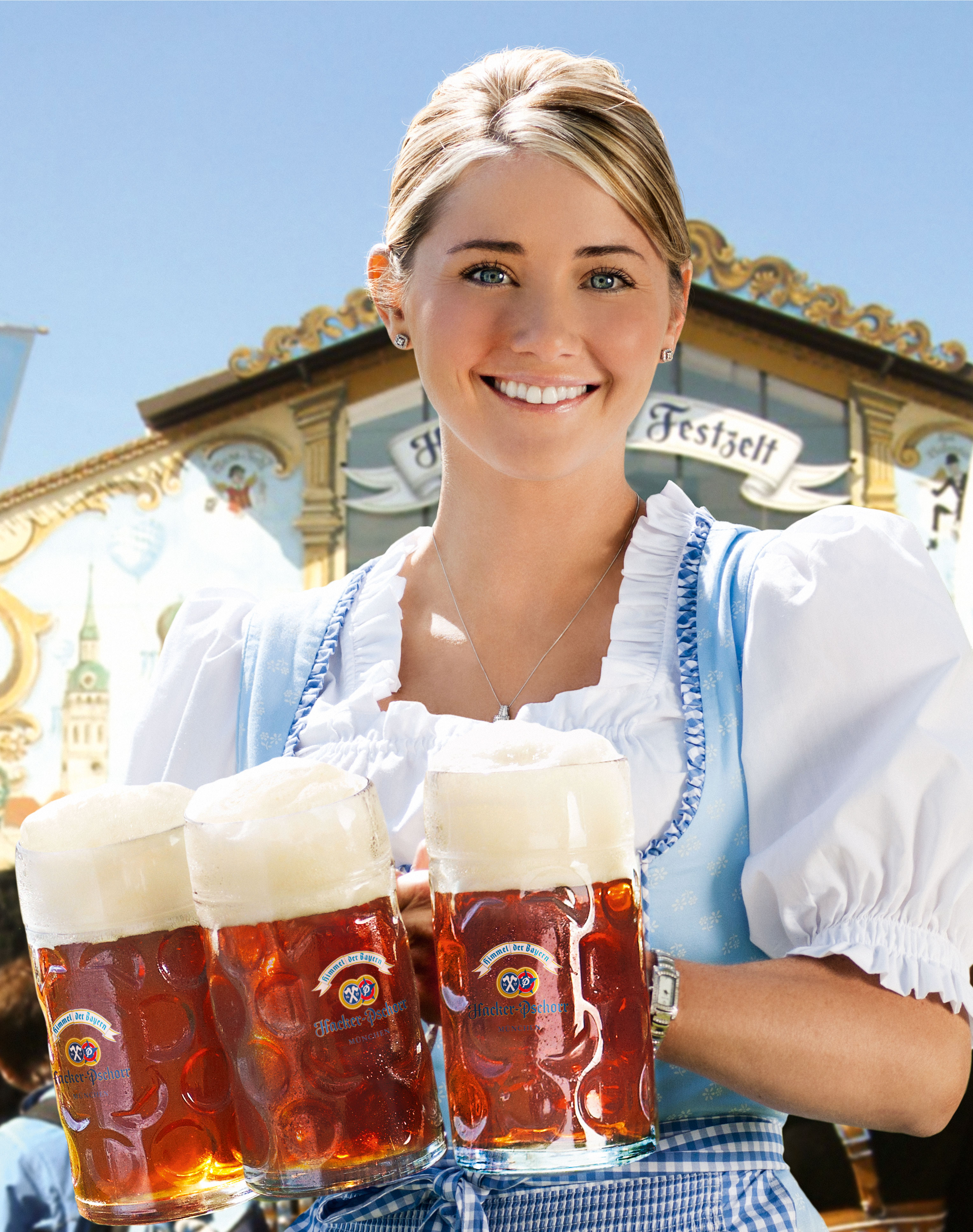
Uma mulher branca na Oktoberfest de Munique, na Alemanha, em 2011.

Brancos (como um substantivo) é um termo usado na linguagem cotidiana, para designar humanos caracterizados em particular por uma fenótipo claro da pele. O termo é geralmente usado para se referir a indivíduos com características físicas historicamente associadas às populações da Europa. Por vezes, o termo é usado como sinônimo de caucasiano podendo referir-se a brancos não-hispânicos ou especificamente a anglo-americanos.
A definição de branco varia de acordo com contextos históricos e geográficos. A afirmação dominante entre os cientistas é que raça é uma construção social sem significados biológicos, visto que antropólogos e outros cientistas contemporâneos consideram que as categorias raciais são proxies fracas para a diversidade genética e que portanto precisam ser descontinuadas.

## Descrições físicas na antiguidade
Segundo a antropóloga Nina Jablonski:
| “ | No Antigo Egito como um todo, as pessoas não eram designadas em termos de cor. (…) As inscrições e a literatura egípcias raramente mencionam, por exemplo, a cor da pele escura dos cuchitas da Alta Núbia. Sabemos que os egípcios não estavam alheios à cor da pele, no entanto, porque os artistas prestaram atenção a ela em suas obras de arte, na medida em que os pigmentos da época permitiam. | ” |

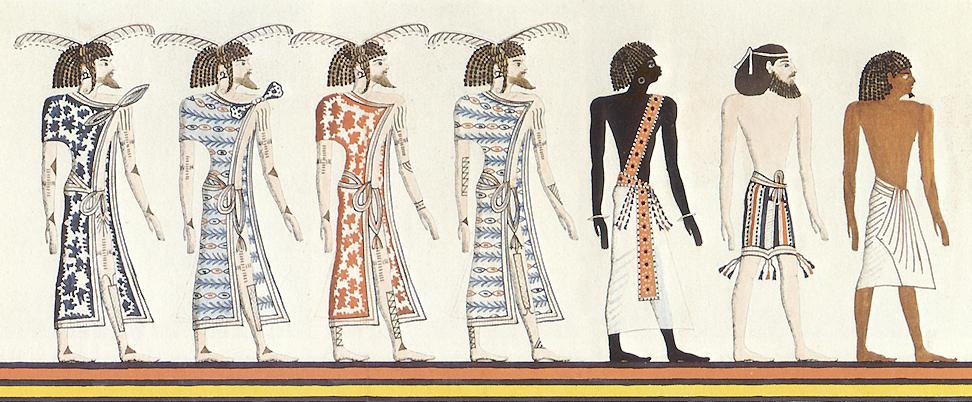
Desenho de 1820 do Livro das Portas da tumba de Seti I, representando (da esquerda para a direita) quatro grupos de pessoas: quatro líbios, um núbio, um asiático e um egípcio.

O texto funerário do Antigo Egito (Império Novo) conhecido como o Livro dos Portais distingue "quatro grupos" em uma procissão, são os egípcios, os povos do Levante e canaanitas ou "asiáticos", os "núbios" e os "líbios de pele clara". Os egípcios são retratados como consideravelmente mais escuros do que os levantinos (pessoas de onde hoje é o Líbano, Israel, Palestina e Jordânia) e líbios, mas consideravelmente mais claras do que os habitantes da Núbia (o Sudão moderno).
A atribuição de conotações positivas e negativas de branco e preto para certas pessoas datam de épocas muito antigas em um número de línguas indo-europeias mas essas diferenças não foram necessariamente usadas em relação às cores da pele. A conversão religiosa foi às vezes descrita figurativamente como "uma mudança na cor da pele". Similarmente, o Rigveda usa krsna tvac "pele negra" como uma metáfora para a irreligiosidade.
O classicista James H. Dee afirma que "os gregos não se descrevem como 'pessoas brancas' ou como qualquer outra coisa, porque eles "não tinham palavras para cores no seu vocabulário para referir a si mesmos". A cor da pele das pessoas não tinha nenhum significado útil; o que importava é onde moravam. Heródoto descreveu os citas budinos como tendo olhos azuis profundos e cabelos ruivos brilhantes e os egípcios como os colcos, como melánchroes (μελάγχροες, "pele escura") e cabelo cacheado. Ele também dá possivelmente a primeira referência ao nome grego comum das tribos que vivem ao sul do Egito, conhecidos como núbios, que eram Aithíopes (Αἰθίοπες, "pele queimada"). Xenófanes descreveu os etíopes como negros e as tropas persas como brancos em comparação com a pele bronzeada de sol das tropas gregas.

## Hierarquias raciais modernas
O termo "raça branca" ou "brancos" apareceu nas principais línguas europeias no final do século XVII, originando-se da racialização da escravidão na época, no contexto do Comércio atlântico de escravizados e a escravização de povos indígenas no Império Espanhol. Tem sido repetidamente atribuída a cepas de sangue, ancestralidade e características físicas, e acabou se tornando um assunto de pesquisa científica, que culminou no racismo científico, que mais tarde foi amplamente repudiado pela comunidade científica. Segundo a historiadora Irene Silverblatt, "O raciocínio racial […] transformou as categorias sociais em verdades raciais". Bruce David Baum, citando o trabalho de Ruth Frankenberg, afirma que "a história da moderna dominação racista está ligada à história de como os povos europeus se definiram (e às vezes alguns outros povos) como membros de uma 'raça branca' superior".
De acordo com Gregory Jay, professor de inglês na Universidade de Wisconsin-Milwaukee,
| “ | Antes da era da exploração, as diferenças de grupo baseavam-se em grande parte na linguagem, religião e geografia. (…) Os europeus sempre reagiram histericamente às diferenças de cor da pele e estrutura facial entre eles e as populações encontradas na África, Ásia e Américas (ver, por exemplo, a dramatização de Shakespeare do conflito racial em Otelo e A Tempestade). A partir dos anos 1500, os europeus começaram a desenvolver o que ficou conhecido como "racismo científico", a tentativa de construir uma definição biológica e não cultural de raça (…) A branquitude, então, surgiu como o que hoje chamamos de categoria "pan-étnica". , como uma forma de fundir uma variedade de populações étnicas europeias em uma única "raça" (…) | ” |

Nos séculos XVI e XVII, "os povos do leste asiático eram quase uniformemente descritos como brancos, nunca como amarelos". Michael Keevak, em sua obra Becoming Yellow, conta que os asiáticos orientais foram redesignados como sendo de pele amarela porque "amarelo se tornou uma designação racial" e que a substituição de branco por amarelo como descrição veio através do discurso científico.

### Categoria social formada pelo colonialismo
Um esquema racial de três partes em termos de cores foi usado na América Latina do século XVII sob o domínio espanhol. Irene Silverblatt traça um "raciocínio racial" na América do Sul para definir as categorias sociais do colonialismo e da formação de estado: "Branco, preto e marrom são versões resumidas, abstratas para colonizador, escravo e colonizado ". Em meados do século XVII, o novo termo "español" ("espanhol") estava sendo equalizado em documentos escritos com "blanco" ou "branco". Na América espanhola, os africanos, os americanos nativos ("índios"), os judeus ou mouriscos eram formalmente excluídos da realização de qualquer cargo público sob a Real Pragmática de 1501 por não cumprirem os requisitos de "pureza de sangue" ("limpieza de sangre"). Restrições semelhantes foram aplicadas nas forças armadas, algumas ordens religiosas, faculdades e universidades, levando a um estrato sacerdotal e profissional quase todo branco. Negros e índios eram sujeitos a obrigações de tributo e proibidos de portar armas, as mulheres negras e indígenas eram proibidas de usar joias, seda ou metais preciosos no início colonial do México e Peru. Os "pardos" (pessoas com pele escura) e "mulatos" (pessoas mistas de ascendência africana e europeia) que tinham algum recurso tentavam escapar dessas restrições se passando como brancas. Uma breve oferta real para comprar privilégios da branquidade por uma quantia substancial de dinheiro atraiu quinze candidatos antes que a pressão das elites brancas acabasse com a prática.

### Ciência da raça
Os estudos ocidentais sobre raça e etnia nos séculos XVIII e XIX desenvolveram-se no que mais tarde seria denominado racismo científico (ver: Racialismo). Cientistas europeus proeminentes que escreviam sobre diferenças humanas e naturais incluíam uma raça "branca" ou "eurasiana ocidental" entre um pequeno grupo de raças humanas e imputavam superioridade física, mental ou estética a essa categoria branca. Essas ideias foram desacreditadas pelos cientistas do século XX.

#### Começo do século XVIII
Em 1758, Carl Linnaeus propôs o que ele considerou ser categorias taxonômicas naturais da espécie humana. Ele distinguiu entre Homo sapiens e Homo sapiens europaeus, e mais tarde acrescentou quatro subdivisões geográficas aos seres humanos: branco (europeus), vermelho (ameríndios), amarelo (asiáticos) e preto (africanos). Embora Linnaeus as pretendesse como apenas classificações objetivas, suas descrições desses grupos incluíam padrões culturais e estereótipos depreciativos.
Em 1775, o naturalista Johann Friedrich Blumenbach afirmou que "A cor branca ocupa o primeiro lugar, como é o caso da maioria dos povos europeus. A vermelhidão das bochechas nesta variedade é quase peculiar a ela: em todos os eventos, é raramente vista no restante."

## Distribuição geográfica
Definições de cor branca têm mudado ao longo dos anos, incluindo as definições oficiais utilizadas em muitos países, como Estados Unidos e Brasil. Algumas pessoas desafiam os regulamentos oficiais, muitas delas tornando-se pessoas brancas, de forma temporária ou permanentemente, através de seu status socioeconômico. Através de meados do século XX, muitos países desenvolveram normas formais e legais ou procedimentos que definem as categorias raciais (ver: apartheid, hipodescendência, Leis Jim Crow e White trash). No entanto, desde o surgimento de críticas de racismo e de argumentos científicos contra a existência de raças humanas, há uma tendência para a autoidentificação do status racial.
Os locais que possuem população predominantemente branca são as regiões da Europa (95%), Rússia (90%), África do Norte, Oriente Médio; e países como Estados Unidos (75%), Canadá (80%), Austrália (92%), Nova Zelandia (70%), e a porção meridional da América do Sul: Argentina  (88%), Uruguai (90%) e Chile (52%). Também há populações consideráveis na África do Sul (9%), na Índia e outros países na América Latina, como Costa Rica (77%) e Porto Rico (74%).
O conceito acerca da determinação de quem é branco ou não varia entre um país e outro. No Brasil por exemplo, as pessoas declaram-se ao censo do IBGE como quiserem.

### Brasil
Os recenseamentos recentes no Brasil são conduzidos com base na autoidentificação, segundo o Censo de 2022, os autodeclarados Brancos, totalizavam cerca de 88,2 milhões de pessoas e representavam 43,5% da população brasileira.
O termo "Branco", no Brasil, é aplicado a descendentes de europeus e de imigrantes do Oriente Médio de todas as etnias. O censo mostra uma tendência de menos brasileiros de descendência diferente (mais provavelmente mista), identificando-se como pessoas brancas, à medida que seu status social aumenta  (ver: Desigualdade social). No entanto, mulatos e mestiços de pele clara com feições caucasianas também foram considerados historicamente mais relacionados com o grupo "branco" do Oriente Médio e descendentes de europeus do que o pardo de "pele acinzentada".
É notório, porém, que quase metade dos brancos pesquisados declararam ser de origem brasileira. É explicável pelo fato de a imigração portuguesa no Brasil ser bastante antiga, remontando mais de quinhentos anos, fato que muitos brasileiros brancos desconhecem tais origens por já terem suas famílias enraizadas no Brasil há séculos.
De acordo com um estudo feito em 2010 pela Universidade Católica de Brasília e publicado no American Journal of Human Biology, a herança genética europeia é a predominante no Brasil, respondendo por volta de 80% do total, sendo que no Sul esse percentual é mais alto e chega a 90%. Outro estudo mostra um cenário diferente. De acordo com um estudo genético, 45% ou 77 milhões de brasileiros possuem 90% ou mais de genes africanos subsaarianos. Mais de 75% dos brancos do Norte, Nordeste ou Sudeste apresentam ancestralidade africana superior a 10%. Mesmo no Sul, com seu marcante histórico de imigração europeia, este valor é na ordem de 49%. Em comparação, nos Estados Unidos apenas 11% dos brancos apresentam mais de 10% de genes africanos. Conclui-se que 86% dos brasileiros, ou 146 milhões de pessoas, possuem mais de 10% de genes africanos.

– Estados com maioria da população branca.
– Estados com maioria da população parda.

Todos os outros estudos genéticos já realizados revelam que, no cômputo da composição étnica do Brasil, a ancestralidade europeia contribuiu com a maior parte, com herança africana significativa, sem contar a indígena. De acordo com um estudo genético autossômico, levado a cabo pelo renomado geneticista brasileiro Sérgio Pena, em 2011, e contando com aproximadamente 1 000 amostras de todas as regiões do país, o componente europeu é o principal na formação da população brasileira, junto com o africano (em grau menor do que o europeu, embora significativo), e o indígena (em grau inferior aos componentes europeu e africano). Em todas as regiões do Brasil, a ancestralidade europeia responde pela maior parte da ancestralidade da população: "Em todas as regiões estudadas, a ancestralidade europeia foi a predominante, com proporções variando de 60,60% no Nordeste a 77,70% no Sul do país". A ancestralidade africana encontra-se presente em grau alto em todas as regiões do Brasil. E a indígena, em grau menor, também se encontra presente em todas as regiões do Brasil. Os "negros" possuem significativo grau de ancestralidade europeia e, em menor grau, ancestralidade indígena. Esse estudo foi realizado com base em doadores de sangue, sendo que a maior parte dos doadores de sangue no Brasil vêm das classes mais baixas (além de enfermeiros e demais pessoas que laboram em entidades de saúde pública, representando bem, assim, a população brasileira).
De acordo com um estudo autossômico realizado em 2008, pela Universidade de Brasília (UnB), a população brasileira é formada pelos componentes europeu, africano, e indígena, com as seguintes proporções: 65,90% de contribuição europeia, 24,80% de contribuição africana e 9,30% de contribuição indígena.
Outro estudo genético autossômico, de 2009, também indica que a ancestralidade europeia é mais importante, seguida da africana, e depois da ameríndia. "Todas as amostras (regiões) encontram-se mais perto dos Europeus do que dos africanos ou dos mestiços do México", do ponto de vista genético.
Um estudo genético de 2013, com base em populações urbanas de várias partes do Brasil, chegou à seguinte conclusão: "seguindo um gradiente Norte Sul, a ancestralidade europeia foi a principal em todas as populações urbanas (com valores até 74%). As populações do Norte têm proporção significativa de ancestralidade indígena que é duas vezes maior do que a contribuição africana. No Nordeste, Centro Oeste e Sudeste, a ancestralidade africana foi a segunda mais importante. Todas as populações estudadas são no geral miscigenadas, sendo a variação maior entre indivíduos do que entre populações".
Um estudo genético de 2015, o qual também analisou dados de 25 estudos de 38 diferentes populações brasileiras concluiu que: a ancestralidade europeia é quem mais contribuiu para a ancestralidade dos brasileiros, seguida da ancestralidade africana, e ameríndia. O percentual encontrado foi: 62% de contribuição europeia, 21% africana e 17% indígena. A região sul tem o maior percentual de ancestralidade europeia (77%). A região nordeste tem o maior percentual de contribuição africana (27%). E a região norte tem o maior percentual de contribuição indígena (32%).